# Jakob Hutter
Jakob Hutter (auch Huter oder Hueter; * circa 1500 in Moos, einem Weiler in der Nähe von St. Lorenzen im heutigen Südtirol; † 25. Februar 1536 in Innsbruck) war ein Führer und Organisator des Tiroler Täufertums. Er gilt als Namensgeber der Hutterer, die aus einer von ihm geleiteten Täufergemeinde in Mähren hervorgingen.

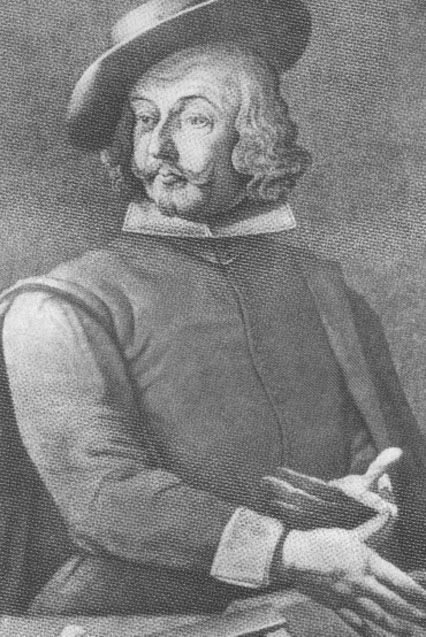
Jakob Hutter

## Leben
Hutter erlernte in Prags nahe seinem Geburtsort das Hutmacherhandwerk und begab sich dann auf die Stör. Später siedelte er sich in Spittal an der Drau an. Vielleicht wurde er in Klagenfurt mit dem Täufertum bekannt. Nach seinem Übertritt zur täuferischen Lehre zog er als Prediger durch das Pustertal und gründete dort einige kleine Gemeinden. Als Anfang 1529 die Obrigkeit von den Vorgängen im Pustertal erfuhr, begann die Verfolgung der Täufer auch in Tirol. Diese suchten nach Auswegen; weil man gehört hatte, dass die Täufer in Mähren nicht verfolgt werden, entsandte man Hutter und einige andere dorthin, um die Lage zu erkunden. Da sich die Lage dort als günstig herausstellte, beschlossen die Tiroler Täufer, nach Mähren umzusiedeln. Allerdings zogen nicht alle Täufer auf einmal dorthin, sondern nach und nach in kleineren Gruppen. So beschloss Hutter, vorerst in Tirol zu bleiben, um die dortigen Täufer mit dem Wort Gottes zu versorgen.
Hutter entging der Gefangennahme durch die Obrigkeit, da verhaftete Täufer trotz grausamster Verhörmethoden seinen Aufenthaltsort nie verrieten. Bereits 1527 hatte Ferdinand I., zu diesem Zeitpunkt Erzherzog von Österreich, Steiermark, Kärnten, Krain und Tirol, verkündet, dass man derartige „verführerische Lehren und ketzerische Sekten“ keineswegs dulden werde.
Hutter ging 1533 nach Mähren, nachdem die Verfolgung der Täufer in Tirol ihren Höhepunkt erreicht hatte. Viele Täufer aus der Pfalz, Schwaben und Schlesien kamen nach Mähren. Hutter gelang es, die dortigen Täufergemeinden vor Spaltungen zu bewahren. So erreichte das Täufertum in Mähren eine Blütezeit. Unter Hutters Führung wurden mehrere gemeinsame Siedlungen gegründet, in denen eine Gütergemeinschaft analog zur Gütergemeinschaft der Jerusalemer Urgemeinde verwirklicht wurde. Jedoch beschloss der mährische Landtag 1535 die Ausweisung aller Täufer aus Mähren. Daraufhin verteilten sich  die Täufer auf die umliegenden Länder.
Hutter selbst ging zurück nach Tirol. Dort wurde er am 30. November 1535 in Klausen gemeinsam mit seiner Frau Katharina verhaftet und in die bischöfliche Festung Schloss Branzoll gebracht. Am 9. Dezember wurde Hutter nach Innsbruck verlegt. Er wurde verhört, und man versuchte, ihn zum Widerruf zu bewegen. Da er weder widerrief noch die Namen weiterer Täufer preisgab, wurde er „hochnotpeinlichen“ Verhörmethoden unterzogen, denen er aber standhielt. Hutter wurde schließlich zum Feuertod verurteilt. Am 25. Februar 1536 wurde Hutter in Innsbruck vor dem Goldenen Dachl auf dem Scheiterhaufen verbrannt. Seine Frau konnte zunächst fliehen, wurde jedoch wieder gefasst und 1538 auf der Burg Schöneck hingerichtet. Laut der Hutterischen Chronik richtete man allein in Tirol insgesamt 360 Täufer hin.

## Erinnerung und Versöhnung

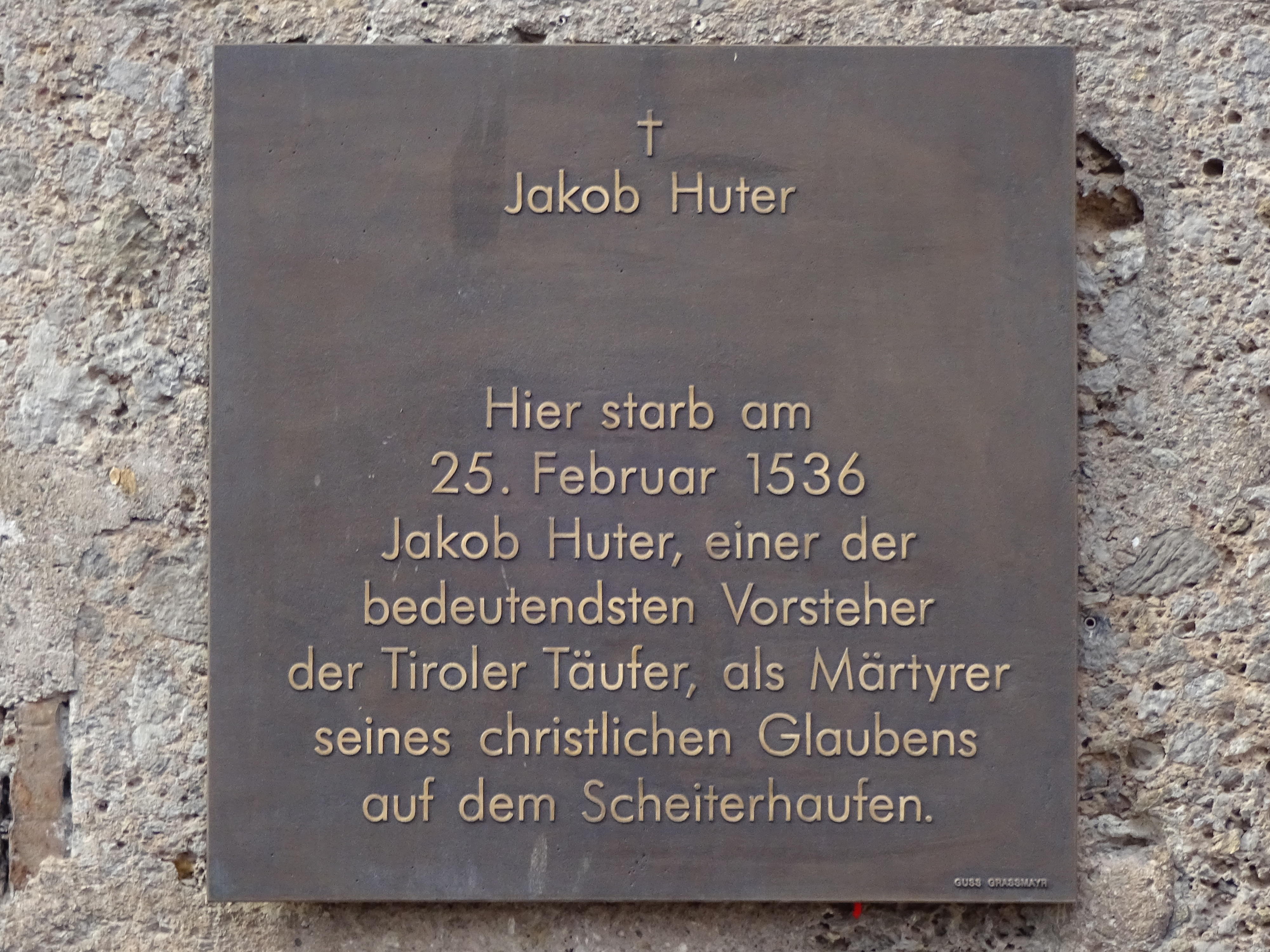
Gedenktafel für Jakob Hutter am Goldenen Dachl in Innsbruck

In Innsbruck erinnert eine Gedenktafel beim Goldenen Dachl an Jakob Hutter.
In den Jahren 2006 bis 2007 bildete sich in Innsbruck ein Arbeitskreis, der sich um Zeichen der Versöhnung mit den Hutterern bemühte. Ihm gehören Vertreter der evangelischen und katholischen Kirche, die Friedensbewegung Pax Christi Tirol und die Arbeitsgemeinschaft evangelikaler Gemeinden an. Am 25. Februar 2007 fanden ein Gedenkakt vor dem Goldenen Dachl und ein gemeinsamer Gebetsgottesdienst im alten Innsbrucker Rathaus statt. Auf Einladung des Arbeitskreises kamen drei hutterische Ehepaare nach Tirol.

## Film
- „Jakob Hutter und die Hutterer, Märtyrer des Glaubens“, Dokumentarfilm, 82 Min., Österreich 2004, Regie: Thomas F. J. Lederer, Produzent: Louis Holzer, Taura Film